# Batalla de Maipú
La batalla de Maipú, también conocida como batalla de Maipo, fue un enfrentamiento armado decisivo dentro del contexto de la Guerra de la Independencia de Chile. Tuvo lugar el 5 de abril de 1818 en el sector conocido como Cerrillos del Maipo, al poniente de la ciudad de Santiago, donde se enfrentaron las fuerzas independentistas del Ejército Unido Libertador de Chile –formado por las tropas rioplatenses (de la actual Argentina) y chilenas– al mando del general José de San Martín, contra el Ejército Real de Chile del Imperio español bajo las órdenes del general Mariano Osorio.

## Antecedentes
Acaecida la derrota patriota en la noche del 19 de marzo de 1818 en Cancha Rayada, las tropas revolucionarias dispersas intentan un reagrupamiento sobre la base de la retirada en orden ejecutada por la columna comandada por el coronel Las Heras y el general San Martín del campo de la derrota. Las tropas americanas emprenden el Camino Real hacia Santiago de Chile.
El hecho de armas acaeció al sur de Santiago de Chile distante aproximadamente a 10 km, en los llanos del río Maipo, allí San Martín organizó a su ejército en una posición elevada esperando el ataque español, el cual se colocó casi cara a cara en una posición elevada de la misma manera que la posición patriota.
El enfrentamiento bélico fue precedido por actividades de preparación el día anterior, en el campamento de la fuerza liberadora en el lugar denominado Vista Alegre a 11 kilómetros al suroeste la plaza Mayor de Santiago de Chile, hoy ocupado por instalaciones de agua potable. Ese noche previa, los payadores y trompas distrajeron a la tropa, velando la armas y preparándola para la batalla. A primera hora del día 5 de abril se instalaron las fuerzas sobre los cerrillos del sector denominado justamente Cerrillos, donde produjo el enfrentamiento en las hondonadas hoy ocupadas por la circunvalación Américo Vespucio. Es decir la batalla de Maipú, se produjo en Cerrillos.

## Orden de batalla

### Ejército Unido
De acuerdo a Diego Barros Arana, las fuerzas en combate y sus jefes respectivos fueron:
Cuartel general: (12 oficiales)
- Capitán general en jefe: General José de San Martín.
  - 3 ayudantes personales (incluidos el capitán de caballería John Thomond O'Brien y el sargento mayor de caballería Mariano Escalada).
- General en jefe sustituto: brigadier Antonio González Balcarce.
  - 2 ayudantes personales (incluido el capitán de artillería Antonio Jiménez).

Estado Mayor y ayudantes generales:
- Sargento mayor de infantería José María Aguirre.
- Sargento mayor de ingenieros cartógrafos (exoficial de Napoleón) José Alberto Bacler d'Albe.
- Sargento mayor graduado de caballería Manuel Acosta.
- Agregado al Estado Mayor: sargento mayor graduado de infantería Luciano Cuenca.
- Agregado al Estado Mayor: capitán de infantería Ángel Reyes.

Primera División (Derecha): coronel Juan Gregorio de Las Heras y 2 ayudantes
- Batallón N.º 11 de los Andes: coronel Juan Gregorio de Las Heras (400 soldados y 21 oficiales)
- Batallón N.º 1 de Cazadores de Coquimbo: mayor Isaac Thompson (376 soldados y 27 oficiales)
- Batallón Infantes de la Patria: teniente coronel José Antonio Bustamante (475 soldados y 30 oficiales)
- 4 escuadrones de Granaderos a Caballo: coronel José Matías Zapiola (500 soldados y 42 oficiales)
- 1.º Grupo de Artillería de Chile: teniente coronel Manuel Blanco Encalada (125 soldados, 15 oficiales y 12 piezas)

Segunda División (Izquierda): coronel Rudecindo Alvarado y 1 ayudante
- Batallón Cazadores de los Andes: coronel Rudecindo Alvarado (400 soldados y 21 oficiales)
- Batallón N.º 8 de los Andes: teniente coronel Enrique Martínez (400 soldados y 23 oficiales)
- Batallón N.º 2 de Chile: teniente coronel José Bernardo Cáceres (399 soldados y 30 oficiales)
- 4 escuadrones de Cazadores a Caballo de Chile: coronel Ramón Freire (342 soldados y 19 oficiales)
- 2.º Grupo de Artillería de Chile: mayor José Manuel Borgoño (125 soldados, 15 oficiales y 8 piezas)

Tercera División (Reserva): coronel Hilarión de la Quintana y 1 ayudante
- Batallón N.º 7 de los Andes: teniente coronel Pedro Conde (614 soldados y 27 oficiales)
- Batallón N.º 3 de Arauco: mayor Agustín López de Alcázar (400 soldados y 31 oficiales)
- Batallón N.º 1 de Chile: teniente coronel Juan de Dios Rivera (354 soldados y 31 oficiales)
- Escolta de San Martín: mayor Pizarro (288 entre soldados y oficiales)
- Lanceros de la Escolta Directorial: también bajo el mando del coronel Ramón Freire (119 entre soldados y oficiales)
- Batallón de Artillería de los Andes: mayor Pedro Regalado de la Plaza (250 soldados, 14 oficiales y 4 piezas)

División de refuerzo (proveniente de Santiago): general Bernardo O'Higgins
- Batallón N.º 4 de Chile: coronel Pedro Ramón de Arriagada (500 entre soldados y oficiales)
- Regimiento de Caballería de Milicias de Aconcagua: coronel Tomás Vicuña (300 entre soldados y oficiales)
- Regimiento de Caballería de Milicias de Colchagua: coronel José María Palacios (300 entre soldados y oficiales)
- Regimiento de Caballería de Milicias de Santiago: coronel Pedro Prado (300 entre soldados y oficiales)
- Húsares de la Muerte:[nota 3] coronel Manuel Rodríguez (200 entre soldados y oficiales)
- Reclutas de la Escuela Militar (100 soldados)
- Compañía artillería: (100 soldados y 4 piezas)

### Ejército Realista
Cuartel general:
- Comandante en jefe: General Mariano Osorio
  - 3 ayudantes personales, entre ellos, Manuel María de Toro-Zambrano y Dumont de Holdre, III Conde de la Conquista.
- Jefe Segundo: brigadier José Ordóñez
- Jefe de Estado Mayor: coronel Joaquín Primo de Rivera y Ortiz de Pinedo
  - 2 ayudantes

Primera brigada (Derecha): brigadier José Ordóñez
- 2.º Batallón Infante Don Carlos: teniente coronel Bernardo de la Torre (951 hombres)
- Batallón Concepción: mayor Ramón Jiménez Navia (550 h.)
- Compañía de Zapadores: capitán José Cáscara (85 h.)
- Compañía artillería a pie: (40 h. y 4 piezas)

Segunda brigada (Centro): coronel Lorenzo López de Morla
- I Regimiento Burgos N.º 2: coronel Lorenzo López de Morla (956 h.)
- II Regimiento Arequipa: teniente coronel José Ramón Rodil (1.034 h.)
- Compañía artillería a pie: (40 h. y 4 piezas)

Tercera brigada (izquierda): coronel Joaquín Primo de Rivera
- Batallón -mixto- de Cazadores: mando directo del coronel Primo de Rivera (440 h. aprox.)
- Batallón -mixto- de Granaderos: mando directo del coronel Primo de Rivera (440 h. aprox.)
- 2 escuadrones del Regimiento Dragones de la Frontera: coronel Antonio Morgado (360 h.)
- Escuadrón Lanceros del Rey: teniente coronel José Rodríguez (140 h.)
- Escuadrón Dragones de Arequipa: teniente coronel Antonio Rodríguez (160 h.)
- Escuadrón Dragones de Chillán: teniente coronel Cipriano Palma (180 h.)
- Compañía de artillería a caballo: teniente coronel Manuel Bayona (80 h. y 4 piezas)

## La batalla

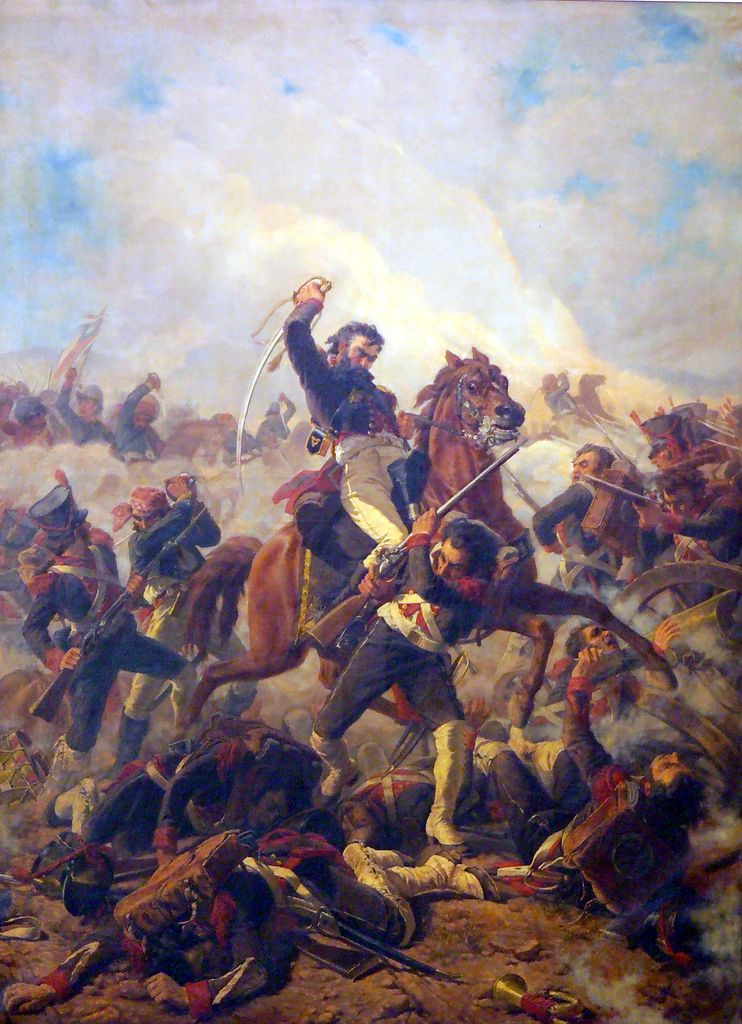
Carga del teniente coronel Santiago Bueras durante la batalla.

Poco antes del mediodía, el ejército patriota rompió fuego con la artillería de Manuel Blanco Encalada, pero luego de un tiempo San Martín se dio cuenta de que los realistas habían tomado una posición defensiva y decidió iniciar el ataque.
Envió las fuerzas atacando el centro y la derecha de los españoles, mientras que Juan Gregorio de Las Heras comandó el ataque por las fuerzas colocadas en otro cerro, allí los patriotas tomaron un cerro, amenazando la izquierda realista. Mientras tanto, los ataques patriotas no parecían lograr quebrar las líneas realistas y la batalla se encontraba en tablas, entonces San Martín decidió enviar los batallones de reserva a la batalla atacando y cargando por todos los flancos y el centro español.
En el flanco izquierdo, Las Heras y sus hombres junto con un grupo del Regimiento de Granaderos a Caballo –unidad creada por San Martín– tomaron la posición española en el cerro a su izquierda, cuyos defensores (realistas) se replegaron al centro del otro cerro donde todavía se encarnizaban duros combates.
Pero todas las fuerzas de Las Heras y otros, atacaron la izquierda realista mientras con un movimiento oblicuo los patriotas cargaron sobre la derecha y el centro enemigo. Osorio, creyéndolo todo perdido se retiró con su caballería buscando salvar su vida. José Ordóñez nunca se resignó a perder la batalla y organizó maniobras con las que solo se desorganizó más, debido a lo estrecho del terreno.
Así, la mayor parte del ejército patriota subió al llano donde sólo quedaban los 4 batallones españoles, Burgos, Arequipa, Concepción e Infante Don Carlos (Real de Lima), rodeados por todas partes. A pesar de ello, se resistieron a rendirse o a huir.

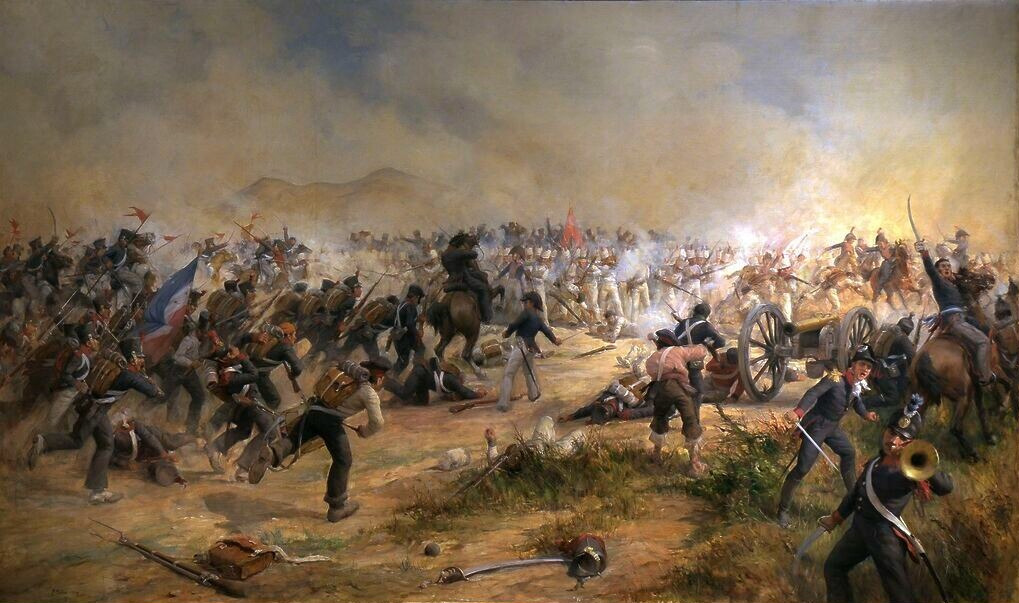
Resistencia del batallón de Burgos ante las cargas patriotas.

Entonces del batallón de Burgos salieron unas voces, ya legendarias. "Aquí está el Burgos. Dieciocho batallas ganadas, ninguna perdida", mientras hacían ondear su laureada bandera, victoriosa en la batalla de Bailén y en tantos otros combates. La situación era trágica para ellos. Los otros batallones realistas, decidieron resistir de la misma manera. El batallón de Arequipa estaba mandado por José Ramón Rodil, el héroe del Sitio de El Callao.
Los batallones formaron el cuadro para resistir a la caballería. Los cazadores a caballo fueron rechazados, pero al formar el cuadro se convirtieron en un blanco más fácil para los fusiles de los infantes enemigos. Los batallones comenzaron a sufrir horriblemente por la fusilería y a continuación el 1.º chileno cargó, para ser rechazado. El 7.º de Los Andes lo intentó a su vez y fue asimismo rechazado. Los cuadros españoles, llenos de muertos y heridos, mantuvieron la posición.
Los cuadros realistas comenzaron a moverse, retirándose hacia el caserío de Lo Espejo dirigidos por el general Ordóñez en número de dos mil. Durante el movimiento fueron atacados continuamente y fueron dejando un reguero de muertos a lo largo de su trayecto, pero no rompieron las filas y mantuvieron el orden.

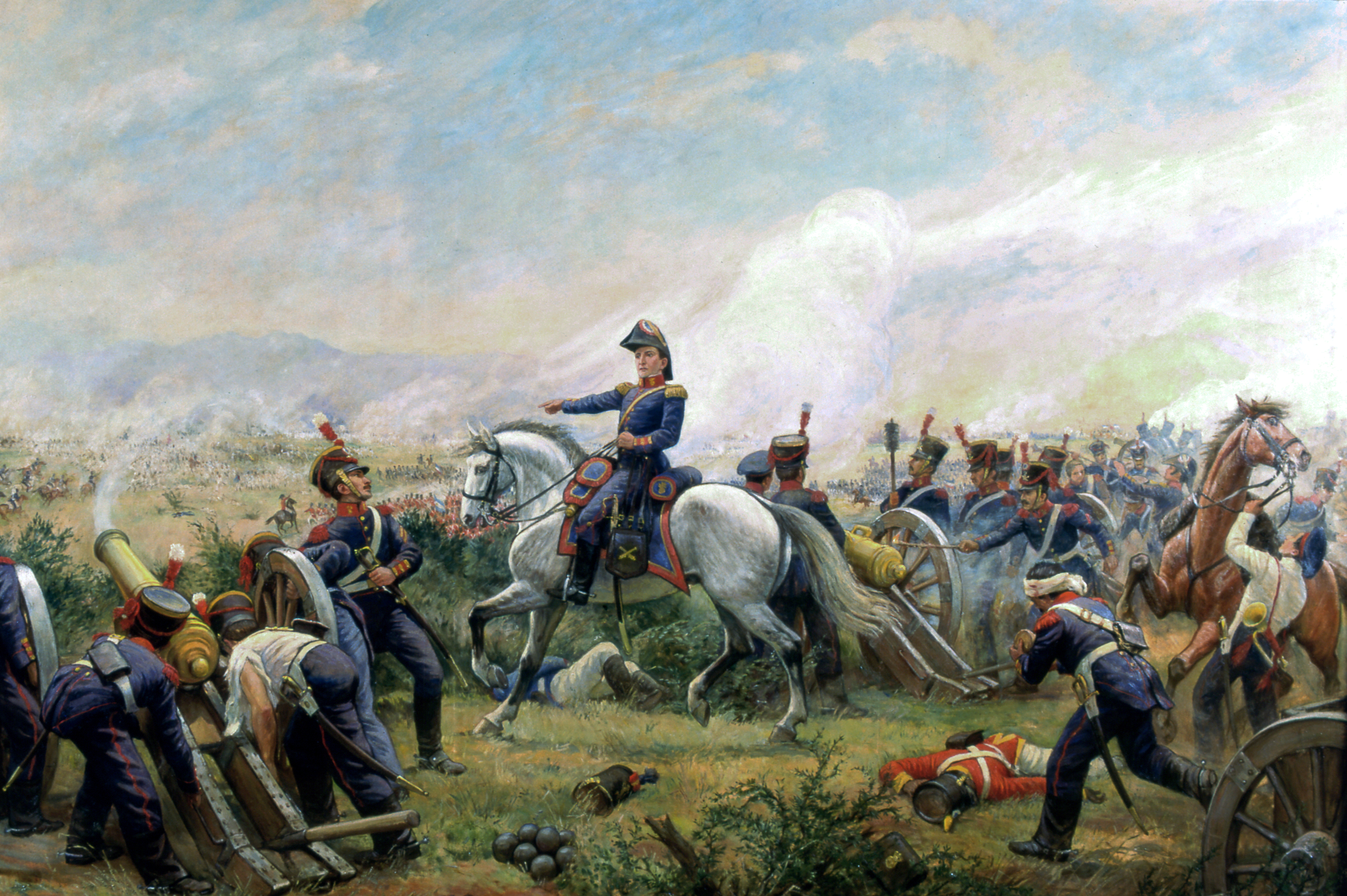
Los artilleros de José Manuel Borgoño durante la batalla.

La artillería se acercaba, ya a corta distancia, y la metralla finalmente rompió las filas, pero era inútil, porque no rompieron su formación y lentamente se fueron retirando del campo de batalla, hostigados por todas partes.
San Martín, artífice de la victoria, diría: "Con dificultad se ha visto un ataque más bravo, más rápido y más sostenido, y jamás se vio una resistencia más vigorosa, más firme y más tenaz".
Los granaderos de Primo de Rivera, se retiraron al mismo sitio, el caserío de Lo Espejo. Debían formar el cuadro y soportaron ocho cargas del enemigo. Sufrieron un tercio de las bajas pero guardaron la formación y alcanzaron el caserío.
Los realistas se agruparon en el caserío. Bernardo O'Higgins, con mil hombres, llegó al campo de batalla. El batallón de cazadores de Coquimbo se lanzó contra el caserío, creyendo que los fatigados realistas cederían. Sin embargo, las descargas de fusilería y de dos cañones que les quedaban, les infligieron 250 bajas, lo que causó su retirada.
San Martín no quiso poner en peligro a más hombres, por lo que ordenó concentrar la artillería. Diecisiete piezas se juntaron y arrasaron Lo Espejo. Los restos de los batallones españoles soportaron el fuego. Apoyados por las piezas, los patriotas se lanzaron al asalto definitivo. Los escasos defensores que quedaban en el caserío fueron arrollados. Ordóñez y Primo de Rivera se rindieron; la batalla había terminado.

La fuerza que opuso el enemigo consistía en seis cuerpos de infantería con 4.500 plazas, 730 Granaderos y Cazadores a caballo, 1.800 de caballería de Aconcagua y Santiago, y 20 piezas de artillería al mando de San Martín y demás generales que estuvieron en la acción de Talca. Parte de batalla de Mariano Osorio

## El Abrazo de Maipú

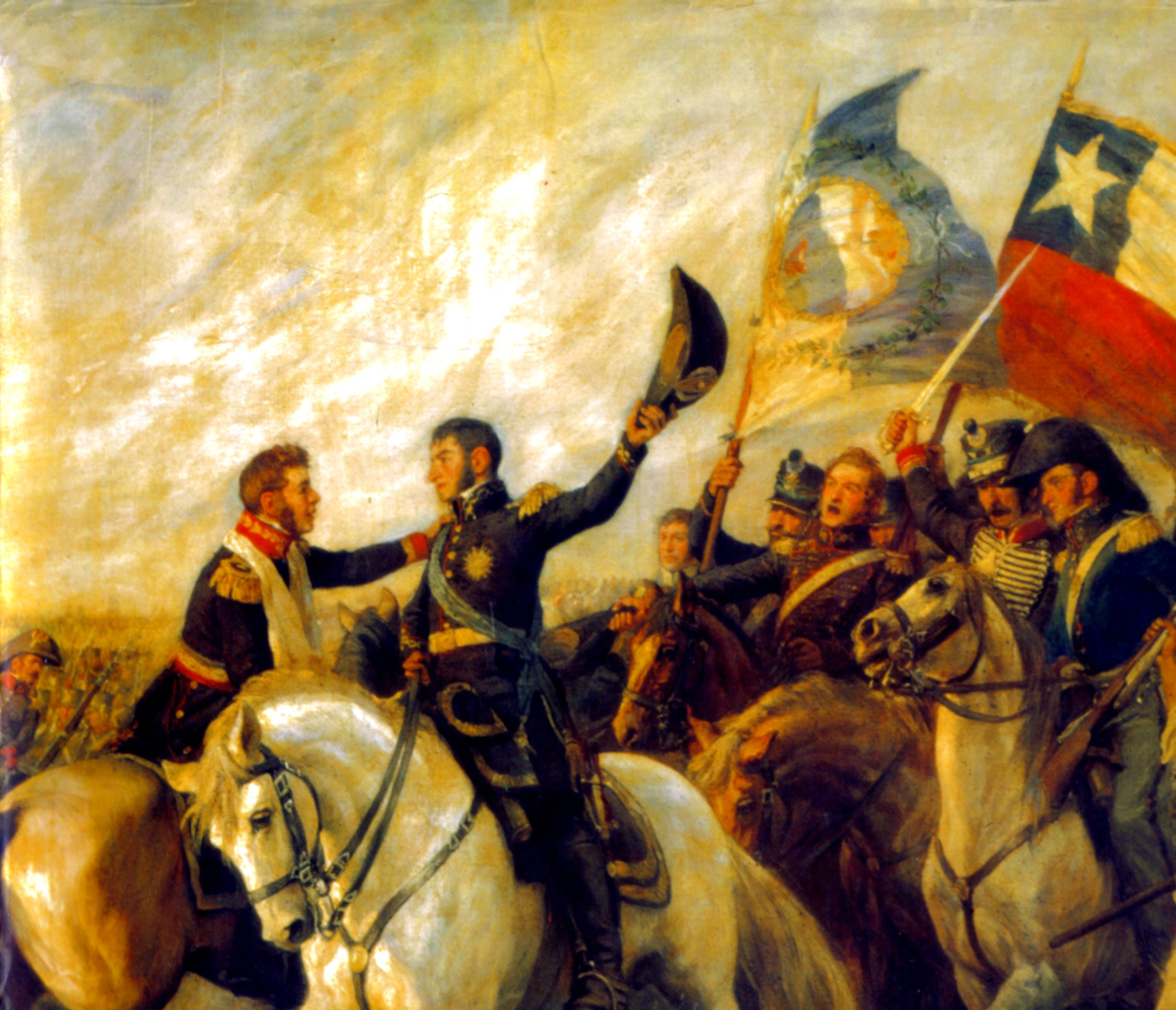
El Abrazo de Maipú según Pedro Subercaseaux. (detalle del cuadro)

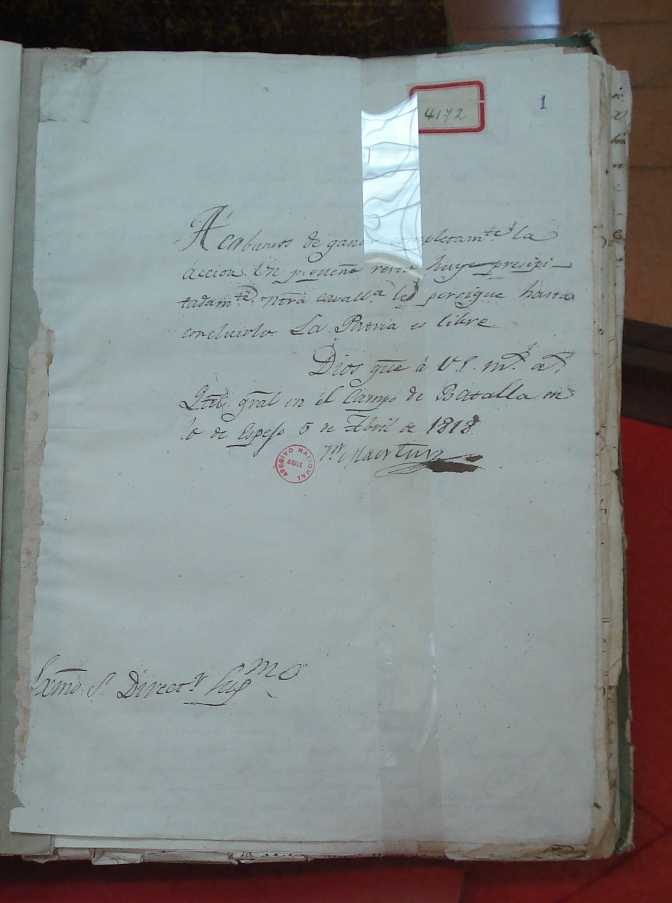
Carta de José de San Martín a Bernardo O'Higgins en la que le comunica la victoria patriota en la batalla de Maipú.

El general chileno Bernardo O'Higgins, convaleciente de una gran herida (producto de la derrota aliada en Cancha Rayada), se presentó en el campo una vez finalizada la batalla y entusiasmados por la victoria se abrazó a San Martín en una escena que dio origen a un cuadro, el histórico abrazo conocido como El abrazo de Maipú, donde O'Higgins le dice a San Martín «¡Gloria al salvador de Chile!» y San Martín le responde «General: Chile no olvidará jamás el nombre del ilustre inválido que el día de hoy se presentó al campo de batalla en ese estado». Gracias a esta batalla se aseguró la Independencia de Chile.
Los patriotas perdieron un 35 % de sus fuerzas entre muertos y heridos. Los realistas sufrieron más de 1500 muertos y 2000 prisioneros, de los cuales 700 al mando del desertor patriota Ángel Calvo o fueron capturados en el cerro Niebla por el coronel Manuel Rodríguez Erdoíza y sus Húsares de la Muerte en la última carga de caballería de la batalla. Además se capturaron grandes cantidades de municiones. Las estimaciones de la época cifran las pérdidas realistas, claramente exageradas, en 3000 prisioneros, incluidos 190 oficiales, y 2000 muertos, salvándose solo Osorio con 200 jinetes perseguidos de cerca por la caballería patriota. Osorio logró retirarse hasta Talcahuano con 600 sobrevivientes (aunque los historiadores Castedo y Encina dicen que de los seiscientos sobrevivientes las deserciones los redujeron a sólo noventa).
Los patriotas sufrieron la pérdida total, incluidos los oficiales, del Batallón de Negros de Mendoza, en tanto que los realistas pierden hasta el último hombre del Batallón Infante Don Carlos y el Batallón Burgos (que no sobrevivió a su 19.ª batalla).

## Reacción en las Provincias Unidas
Varios días después, cuando llegó a Buenos Aires la noticia del triunfo del ejército en Maipú, se organizaron bailes y festejos y la gente iba de casa en casa felicitándose y abrazándose.

## Importancia de Maipú
La batalla de Maipú tuvo importantes consecuencias en diferentes campos. Militarmente se considera un ejemplo de estrategia y táctica por el aprovechamiento que se dio de los movimientos previos y posteriores a la batalla, el excelente empleo que se dio a las armas, y el uso de la reserva para atacar al enemigo por su punto más débil. Se ha comparado a la campaña de San Martín en Chile con la de Epaminondas; ambos ganaron dos grandes batallas decisivas y usando un orden oblicuo.

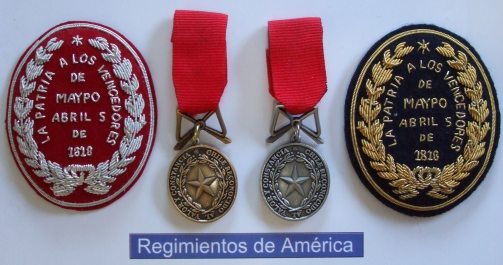
Condecoraciones otorgadas a las tropas del Ejército Unido tras la victoria.

La batalla misma es comparada por sus consecuencias con las que tuvieron los triunfos patriotas en Boyacá (de manera inmediata) y Ayacucho (a largo plazo). Si Maipú hubiera acabado de otro modo imposibilitando que las otras dos sucedieran y además de que Chile no se independizara y el movimiento patriota quedara encerrado en Argentina y el Océano Pacífico no hubiera pasado al control patriota, imposibilitando las campañas de San Martín y Simón Bolívar en el Virreinato del Perú, donde había 30 000 soldados realistas.
Otro efecto de la batalla fue que dañó irreparablemente la moral de los realistas en la América española. Maipú pasó a ser considerada la precursora de las futuras victorias patriotas en las siguientes campañas.
Sumado a lo anterior, el resultado de la Batalla de Maipú incentivó que el gobierno de O`Higgins promoviera la edificación de símbolos patriotas en los llanos de Maipú. Para ello, el 7 de mayo de 1818, Bernardo O`Higgins decretó la construcción del Monumento al Ejército de Los Andes y el Santuario Nacional a la Virgen del Carmen. No obstante, el primero de ellos no fue construido hasta comienzos del siglo XX, mientras que el segundo, las primeras obras comenzaron en septiembre de 1818, pero no fueron completadas hasta el siguiente siglo, lo que resultó en el Templo Votivo de Maipú. Además, entre el 9 y 21 de febrero de 1821, el gobierno de Chile decidió preparar una serie de decretos para levantar una villa en el escenario de la batalla. Sin embargo, la inauguración de la localidad debió esperar hasta 1895, cuatro años después de la creación de la comuna de Maipú.

## En la cultura popular
La batalla es narrada gráficamente de forma breve en los números 14 y 140 de la revista mexicana de historietas Vidas ilustres, del 1 de marzo de 1957 y del 15 de junio de 1966, titulados José de San Martín y Bernardo O'Higgins, respectivamente.